# Schöbendorfer Busch
Das Naturschutzgebiet Schöbendorfer Busch liegt im Landkreis Teltow-Fläming in Brandenburg.

## Lage
Das Gebiet mit der Kenn-Nummer 1253 wurde mit Verordnung vom 26. Juni 1978 unter Naturschutz gestellt. Das rund 831 ha große Naturschutzgebiet erstreckt sich südlich und östlich von Horstwalde, einem Ortsteil der Stadt Baruth/Mark. Die Fläche von rund 831 Hektar ist zu rund 570 Hektar bewaldet. Weitere 315 Hektar werden vorzugsweise landwirtschaftlich genutzt. Sein Höhenprofil reicht von 50,4 m ü. NHN Meter bis 52,3 m ü. NHN Meter und ist damit der sohlentiefste Bereich des Baruther Urstromtals. Östlich verläuft die B 96, westlich und nordwestlich die Landesstraße L 70 und südlich die L 73. Durch das Gebiet fließt der Mückendorfer Graben, der von Nordosten kommend in südwestlicher Richtung verläuft und in das Hammerfließ entwässert. Südlich des Gebietes schließt sich die Strichdüne Lange Horstberge an, die die Talsandniederung begrenzt.

## Schutzzweck und Sehenswürdigkeiten

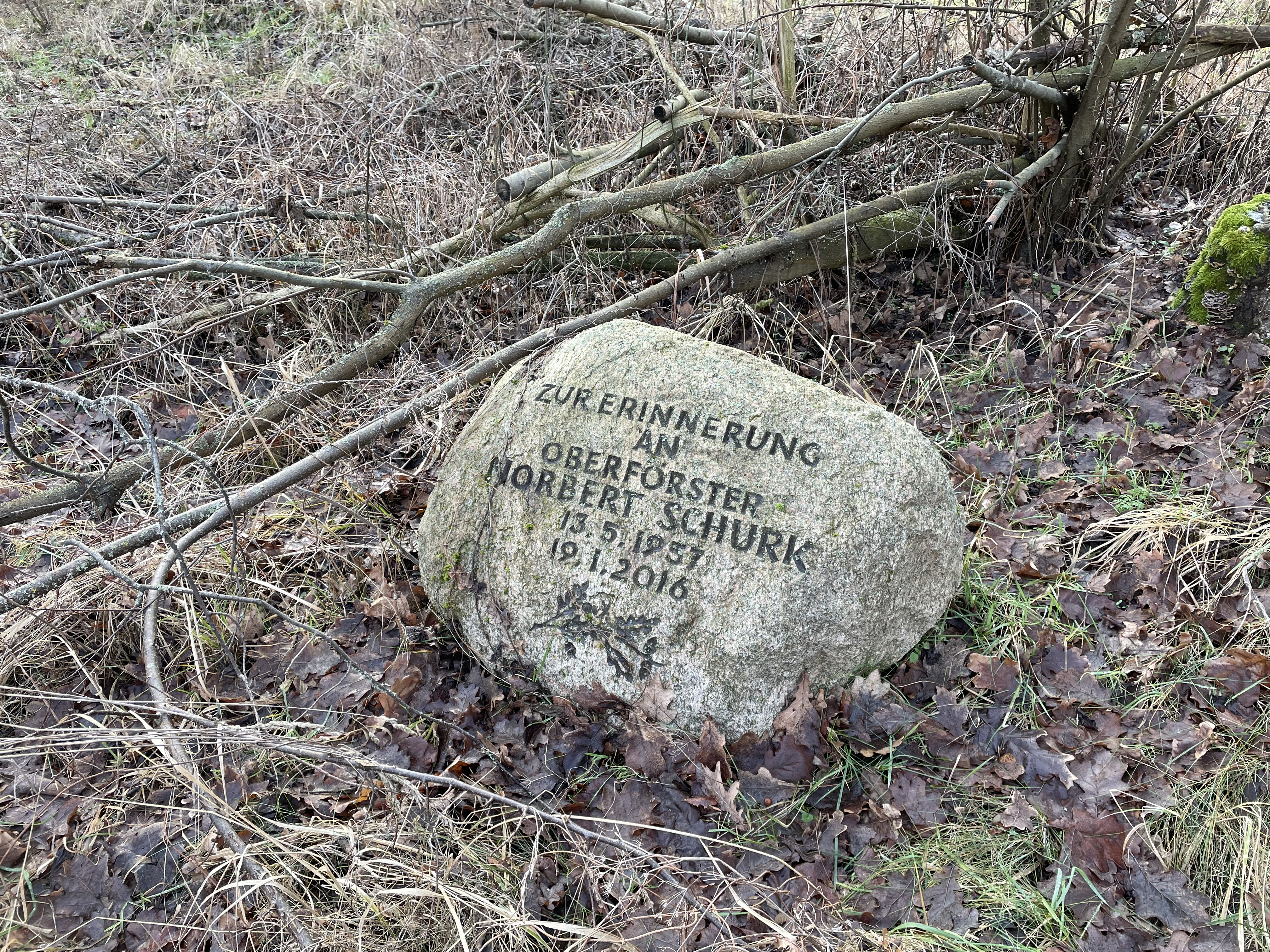
Gedenkstein für Norbert Schurk

Im Naturschutzgebiet gedeihen die Reste der ursprünglich im Baruther Urstromtal vorhandenen Laubmischwälder. In den feuchtesten Bereichen um das Hammerfließ und den Mückendorfer Graben sind vorzugsweise Erlenbruchwälder anzutreffen. Die übrigen, bewaldeten Flächen sind mit Eichen-Hainbuchwäldern bewachsen. Zum Teil sind Alteichen vorhanden. Im Gebiet wachsen das Leberblümchen, Buschwindröschen, das Gelbe Windröschen, das Moschuskraut, der Goldschopf-Hahnenfuß, die Einbeere, der Zwiebeltragende Zahnwurz sowie der Schuppenwurz. Die Kernzone wird nicht forstwirtschaftlich genutzt und weist daher einen hohen Totholzanteil auf. Darin leben unter anderem der Eremit, der Große Eichenbock sowie der Heldbock. Mit über 5000 besiedelten Bäumen handelt es sich dabei „um das größte Heldbockvorkommen in Deutschland und eventuell auch in Mitteleuropa“. Außerdem wurde die Mopsfledermaus nachgewiesen.
Im Schöbendorfer Busch erinnert ein Findling an den 2016 verstorbenen Oberforstrat Norbert Schurk, der über 30 Jahre lang die Oberförsterei in Sperenberg, später in Jüterbog leitete und sich für den Erhalt der Region einsetzte.